# I Concentrate on You
I Concentrate on You ist ein Lied, das von Cole Porter geschrieben und 1939 veröffentlicht wurde. Porter komponierte ihn für den Musikfilm Broadway Melodie 1940; in den folgenden Jahren wurde er durch zahlreiche Coverversionen, u. a. von Chris Connor, Carmen McRae, Frank Sinatra und Mel Tormé auch zu einem Jazzstandard.
Im Metro-Goldwyn-Mayer-Film Broadway Melody of 1940 (Regie Norman Taurog) wurde der Song von Douglas McPhail vorgestellt und begleitete gesanglich eine Tanzsequenz von Eleanor Powell und Fred Astaire.  I Concentrate on You gelangte 1940 zweimal in die Charts, in der Version des Tommy Dorsey Orchestra mit der Bandvokalistin Anita Boyer (Victor 26470) auf #20 und von Eddy Duchin and His Orchestra mit Stanley Worth (#25). Des Weiteren wurde Cole Porters Song 1939/40 auch von Les Brown, Dick Jurgens/Eddy Howard (Vocalion 5442) und dem Casa Loma Orchestra eingespielt. 1941 nahmen ihn auch Gunnar Sønstevold in Schweden und Eddie Brunner in der Schweiz auf. In den folgenden Jahren wurde er auch von Max Roach, Cal Tjader, Lee Konitz/Red Mitchell, Johnny Hartman, Sheila Jordan, Jon Hendricks, Ella Fitzgerald (Ella Fitzgerald Sings the Cole Porter Songbook 1956), J. J. Johnson/Kai Winding, Gerald Wilson, Stan Kenton und Tito Puente interpretiert. Obwohl Fred Astaire in dem Musikfilm den Song nicht vorstellte, produzierte Norman Granz 1953 für Mercury Records eine Gesangsversion Astaires, solistisch begleitet von Charlie Shavers. Der Diskograph Tom Lord listet allein im Bereich des Jazz 346 Versionen des Songs.